# Saint-Aigny
Saint-Aigny és un municipi francès, situat al departament de l'Indre i a la regió de Centre – Vall del Loira. L'any 2007 tenia 292 habitants.

## Demografia

### Població
El 2007 la població de fet de Saint-Aigny era de 292 persones. Hi havia 122 famílies, de les quals 32 eren unipersonals (16 homes vivint sols i 16 dones vivint soles), 43 parelles sense fills, 43 parelles amb fills i 4 famílies monoparentals amb fills.
La població ha evolucionat segons el següent gràfic:
Habitants censats

### Habitatges
El 2007 hi havia 174 habitatges, 121 eren l'habitatge principal de la família, 31 eren segones residències i 22 estaven desocupats. 171 eren cases i 3 eren apartaments. Dels 121 habitatges principals, 107 estaven ocupats pels seus propietaris, 14 estaven llogats i ocupats pels llogaters i 1 estava cedit a títol gratuït; 1 tenia una cambra, 8 en tenien dues, 26 en tenien tres, 31 en tenien quatre i 56 en tenien cinc o més. 105 habitatges disposaven pel capbaix d'una plaça de pàrquing. A 53 habitatges hi havia un automòbil i a 58 n'hi havia dos o més.

### Piràmide de població
La piràmide de població per edats i sexe el 2009 era:
| Homes | Edats   | Dones |
| ----- | ------- | ----- |
| 0     | 95 o +  | 0     |
| 0     | 90 a 94 | 0     |
| 0     | 85 a 89 | 8     |
| 4     | 80 a 84 | 0     |
| 0     | 75 a 79 | 4     |
| 8     | 70 a 74 | 4     |
| 8     | 65 a 69 | 0     |
| 8     | 60 a 64 | 8     |
| 4     | 55 a 59 | 8     |
| 8     | 50 a 54 | 4     |
| 4     | 45 a 49 | 8     |
| 16    | 40 a 44 | 12    |
| 16    | 35 a 39 | 8     |
| 16    | 30 a 34 | 12    |
| 0     | 25 a 29 | 8     |
| 12    | 20 a 24 | 8     |
| 4     | 15 a 19 | 0     |
| 4     | 10 a 14 | 12    |
| 4     | 5 a 9   | 16    |
| 0     | 0 a 4   | 12    |

## Economia
El 2007 la població en edat de treballar era de 191 persones, 145 eren actives i 46 eren inactives. De les 145 persones actives 136 estaven ocupades (68 homes i 68 dones) i 9 estaven aturades (6 homes i 3 dones). De les 46 persones inactives 24 estaven jubilades, 15 estaven estudiant i 7 estaven classificades com a «altres inactius».

### Ingressos
El 2009 a Saint-Aigny hi havia 124 unitats fiscals que integraven 305 persones, la mediana anual d'ingressos fiscals per persona era de 17.181 €.

### Activitats econòmiques
Dels 14 establiments que hi havia el 2007, 1 era d'una empresa extractiva, 1 d'una empresa de fabricació d'altres productes industrials, 8 d'empreses de construcció, 1 d'una empresa de comerç i reparació d'automòbils, 2 d'empreses d'hostatgeria i restauració i 1 d'una empresa de serveis.
Dels 9 establiments de servei als particulars que hi havia el 2009, 7 eren paletes, 1 fusteria i 1 restaurant.
L'any 2000 a Saint-Aigny hi havia 13 explotacions agrícoles.

## Poblacions més properes
El següent diagrama mostra les poblacions més properes.